# Kiev (1975)
El portaaviones Kiev era un crucero pesado con capacidad para embarcar aeronaves que sirvió en la marina de guerra de la Unión Soviética de 1975 a 1991 y en la marina de guerra de Rusia de 1991 a 1993. Fue construido entre 1970 y 1975 en los astilleros Chernomorski ubicados en Mykolaiv (RSS de Ucrania) siendo el primer buque de su clase, la clase Kiev o Proyecto 1143 Krechyet (Gyrfalcon).
En 1996 fue vendido a una empresa china para ser parte de un parque temático en Tianjin a partir del 1 de mayo de 2004. En agosto de 2011 el Kiev comenzó a recibir a sus invitados como parte de su nuevo papel como hotel de lujo después de una multimillonaria reforma.

## Operaciones durante su vida útil
El Kiev fue comisionado el 28 de diciembre de 1975, pero no entró en servicio de manera oficial hasta febrero de 1977, después de completar todas las pruebas. En 1976 fue trasladado desde el Mar Negro hasta su destino en Severomorsk para formar parte de la Flota del Norte. Entre 1977 y 1987 el Kiev viajó como parte de una serie de maniobras al Atlántico y al Mediterráneo en 10 ocasiones. En marzo de 1979 estuvo de maniobras en el Mediteráneo con su gemelo, el Minsk. En octubre de 1981 fue buque insignia de la Flota del Mar Báltico. Entre diciembre de 1982 y noviembre de 1984 se sometió a una serie de modernizaciones. En diciembre de 1989 fue mandado a la reserva. Tras la desintegración de la Unión Soviética, la nave pasó a manos de la Federación Rusa. Las masivas reducciones en los presupuestos militares rusos durante la crisis de los años 90 y el empeoramiento por la falta de mantenimiento de las condiciones del buque, fue retirado el 30 de junio de 1993. Se intentó, sin éxito, su reparación en un astillero de la recién independizada Ucrania.